# Adrián Scifo
Adrián Miguel Scifo (Monte Caseros, 10 ottobre 1987) è un ex calciatore argentino, di ruolo difensore.

## Caratteristiche tecniche
È un terzino destro.

## Carriera
È cresciuto nelle giovanili del Temperley.